# John Condon (Boxer)
John „Johnny“ Condon (* 28. Februar 1889 in Shoreditch; † 21. Februar 1919 ebenda) war ein britischer Boxer.
Condon nahm an der Sommerolympiade 1908 in London teil, bei der er die Silbermedaille im Bantamgewicht gewinnen konnte. Im Finale musste er sich erst gegen Henry Thomas geschlagen geben.
Ein Jahr nach der Finalniederlage gewann er den Amateurboxtitel der Amateur Boxing Association of England (ABA) und wurde Profiboxer, als der er acht Kämpfe absolvierte. Den ersten am 29. November 1909 gegen Bill Ladbury, konnte er nach Punkten gewinnen. Am 28. Juli 1913 beendete er nach zwei Siegen, fünf Niederlagen und einem Unentschieden seine Karriere.